# Idaea chlorosata
Idaea chlorosata är en fjärilsart som beskrevs av Pieter Cornelius Tobias Snellen 1874. Idaea chlorosata ingår i släktet Idaea och familjen mätare. Inga underarter finns listade i Catalogue of Life.